# An Innocent Man (àlbum)
An Innocent Man és el novè àlbum de Billy Joel, publicat el 1983. Incloïa tres temes dels millors en la llista Billboard: "Tell Her About It" va aconseguir el primer lloc, "Uptown Girl" va arribar al tercer i "An Innocent Man" que va arribar a la decena posició. Tres cançons d'aquest àlbum van ser, posteriorment, afegides: "The Longest Time", "Leave A Tender Moment Alone" i "Keeping the Faith".
Aquest àlbum és un tribut de Billy Joel a la música de la seva infància. Billy Joel considera aquest com un àlbum de cantants, i fa un homenatge a diferents estils musicals, incloent:
- "Tell Her About It" - Un homenatge a Motown.
- "Uptown Girl" - Un homenatge a Frankie Valli i The Four Seasons.
- "The Longest Time" - Un homenatge a l'estil doo-wop, popularitzat a mitjans dels anys 50. Aquesta cançó va comptar amb 14 tracks vocals, cadascun fet per Billy Joel i agrupats durant la producció.

## Llista de cançons
Totes les cançons per Billy Joel, excepte els cors de "This Night" per Beethoven.
1. "Easy Money" - 4:04
2. "An Innocent Man" - 5:17
3. "The Longest Time" - 3:42
4. "This Night" - 4:17
5. "Tell Her About It" - 3:52
6. "Uptown Girl" - 3:17
7. "Careless Talk" - 3:48
8. "Christie Lee" - 3:31
9. "Leave a Tender Moment Alone" - 3:56
10. "Keeping the Faith" - 4:41